# Distretto di Suwannakhuha
Il distretto di Suwannakhuha (in thailandese: สุวรรณคูหา) è un distretto (amphoe) della Thailandia, situato nella provincia di Nong Bua Lamphu.